# Sarah Katsoulis
Sarah Katsoulis (Milton (New South Wales), 10 mei 1984) is een Australische zwemster.

## Carrière
Bij haar internationale debuut, op de Gemenebestspelen 2002 in Manchester, eindigde Katsoulis als zevende op de 50 meter schoolslag. Tijdens de wereldkampioenschappen zwemmen 2003 in Barcelona strandde de Australische in de series van de 200 meter schoolslag. Op de wereldkampioenschappen kortebaanzwemmen 2004 in Indianapolis veroverde Katsoulis de bronzen medaille op de 200 meter schoolslag.
In Victoria, Canada nam de Australische deel aan de Pan Pacific kampioenschappen zwemmen 2006, op dit toernooi legde ze beslag op de bronzen medaille op de 100 meter schoolslag en eindigde ze als vierde op de 200 meter schoolslag. Samen met Fran Adcock, Jessicah Schipper en Melanie Schlanger sleepte ze de bronzen medaille in de wacht op de 4x100 meter wisselslag.
Op de wereldkampioenschappen kortebaanzwemmen 2008 in Manchester veroverde Katsoulis de zilveren medaille op de 50 meter schoolslag en eindigde ze als vierde op de 100 meter schoolslag, op de 200 meter schoolslag strandde ze in de series en op de 4x100 meter wisselslag legde ze samen met Rachel Goh, Felicity Galvez en Alice Mills beslag op de zilveren medaille.
Tijdens de wereldkampioenschappen zwemmen 2009 in Rome sleepte de Australische de bronzen medaille in de wacht op de 50 meter schoolslag, op de 100 meter schoolslag eindigde ze als vierde en op de 200 meter schoolslag werd ze uitgeschakeld in de series. Samen met Emily Seebohm, Jessicah Schipper en Libby Trickett veroverde ze de zilveren medaille op de 4x100 meter wisselslag.
In Irvine nam Katsoulis deel aan de Pan Pacific kampioenschappen zwemmen 2010, op dit toernooi legde ze beslag op de bronzen medaille op de 100 meter schoolslag. Op de 200 meter schoolslag eindigde ze op de zesde plaats en op de 50 meter schoolslag eindigde ze als tiende. Op de Gemenebestspelen 2010 in Delhi sleepte de Australische de bronzen medaille in de wacht op de 200 meter schoolslag, daarnaast eindigde ze als vierde op de 100 meter schoolslag en als vijfde op de 50 meter schoolslag. Tijdens de wereldkampioenschappen kortebaanzwemmen 2010 in Dubai eindigde Katsoulis als zesde op de 100 meter schoolslag en als achtste op de 50 meter schoolslag, op de 200 meter schoolslag strandde ze in de series. Op de 4x100 meter wisselslag zwom ze samen met Rachel Goh, Felicity Galvez en Emma McKeon in de series, in de finale veroverden Goh en Galvez samen met Leisel Jones en Marieke Guehrer de bronzen medaille. Voor haar inspanningen in de series ontving Katsoulis eveneens de bronzen medaille.
In Istanboel nam de Australische deel aan de wereldkampioenschappen kortebaanzwemmen 2012. Op dit toernooi legde ze, op de 50 meter schoolslag, beslag op de bronzen medaille, daarnaast eindigde ze als vierde op de 100 meter schoolslag en werd ze uitgeschakeld in de series van de 100 meter wisselslag. Samen met Rachel Goh, Marieke Guehrer en Angie Bainbridge sleepte ze de zilveren medaille in de wacht op de 4x100 meter wisselslag.

## Internationale toernooien
| Jaar | Olympische Spelen | WK langebaan                                                                  | WK kortebaan | PanPacs                                                   | Gemenebestspelen                                         |
| ---- | ----------------- | ----------------------------------------------------------------------------- | --- | --------------------------------------------------------- | -------------------------------------------------------- |
| 2002 |                   |                                                                               | geen deelname | geen deelname                                             | 7e 50m schoolslag                                        |
| 2003 |                   | 17e 200m schoolslag                                                           | |                                                           |                                                          |
| 2004 | geen deelname     |                                                                               | 200m schoolslag                                                                                                  |                                                           |                                                          |
| 2005 |                   | geen deelname                                                                 | |                                                           |                                                          |
| 2006 |                   |                                                                               | geen deelname | 100m schoolslag · 7e 200m schoolslag · 4x100m wisselslag  | geen deelname                                            |
| 2007 |                   | geen deelname                                                                 | |                                                           |                                                          |
| 2008 | geen deelname     |                                                                               | 50m schoolslag · 4e 100m schoolslag · 11e 200m schoolslag · 4x100m wisselslag                                    |                                                           |                                                          |
| 2009 |                   | 50m schoolslag · 4e 100m schoolslag · 21e 200m schoolslag · 4x100m wisselslag | |                                                           |                                                          |
| 2010 |                   |                                                                               | 8e 50m schoolslag · 6e 100m schoolslag · 9e 200m schoolslag · 4x100m wisselslag · Katsoulis zwom enkel de series | 10e 50m schoolslag · 100m schoolslag · 6e 200m schoolslag | 5e 50m schoolslag · 4e 100m schoolslag · 200m schoolslag |
| 2011 |                   | geen deelname                                                                 | |                                                           |                                                          |
| 2012 | geen deelname     |                                                                               | 50m schoolslag · 4e 100m schoolslag · 24e 100m wisselslag · 4x100m wisselslag                                    |                                                           |                                                          |

## Persoonlijke records
Bijgewerkt tot en met 21 augustus 2010
Kortebaan
| Afstand         | Tijd    | Datum            | Plaats    |
| --------------- | ------- | ---------------- | --------- |
| 50m schoolslag  | 29,50   | 22 november 2009 | Singapore |
| 100m schoolslag | 1.03,73 | 21 november 2009 | Singapore |
| 200m schoolslag | 2.22,07 | 26 augustus 2006 | Hobart    |

Langebaan
| Afstand         | Tijd    | Datum            | Plaats |
| --------------- | ------- | ---------------- | ------ |
| 50m schoolslag  | 30,16   | 2 augustus 2009  | Rome   |
| 100m schoolslag | 1.05,86 | 28 juli 2009     | Rome   |
| 200m schoolslag | 2.24,38 | 21 augustus 2010 | Irvine |